# Karabulat, Skadovsk
Karabulat (în ucraineană Карабулат) este un sat în comuna Mîhailivka din raionul Skadovsk, regiunea Herson, Ucraina.

## Demografie
Componența lingvistică a localității Karabulat
     Ucraineană (96,97%)
     Rusă (3,03%)
Conform recensământului din 2001, majoritatea populației localității Karabulat era vorbitoare de ucraineană (96,97%), existând în minoritate și vorbitori de rusă (3,03%).